# Mohamed Krid
Mohamed Ali Krid –en árabe, محمد علي قريد– (nacido el 9 de mayo de 1991) es un deportista tunecino que compitió en atletismo adaptado. Ganó una medalla de plata en los Juegos Paralímpicos de Pekín 2008 en la prueba de lanzamiento de jabalina (clase F33/34/52).

## Palmarés internacional
| Juegos Paralímpicos | Juegos Paralímpicos | Juegos Paralímpicos | Juegos Paralímpicos |
| Año                 | Lugar               | Medalla             | Prueba              |
| ------------------- | ------------------- | ------------------- | ------------------- |
| 2008                | Pekín (China)       | Medalla de plata    | Jabalina F33/34/52  |